# Dota 2
Dota 2 ist ein von Valve entwickeltes Multiplayer-Online-Battle-Arena-Spiel und Nachfolger der Warcraft-3-Modifikation Defense of the Ancients. Das Spiel wurde am 9. Juli 2013 im Free-to-play-Modell für Windows veröffentlicht. Versionen für macOS und Linux folgten nach einer einwöchigen Testphase. Dota 2 ist exklusiv über Valves Vertriebsplattform Steam verfügbar. Designer des Spiels ist IceFrog, ein langjähriger Mitentwickler des Vorgängers, welcher nur unter Pseudonym auftritt.
In Zusammenhang mit Dota 2 wurden mit über 314 Millionen US-Dollar bisher mehr Preisgelder ausgeschüttet als in jedem anderen E-Sport-Titel. Das Spiel gehört zu den meistgespielten Titeln auf der Spieleplattform Steam.

## Spielprinzip
Bei Dota 2 steuert der Spieler wie bei seinem Vorgänger, Defense of the Ancients, einen Helden aus der Vogelperspektive. Der Spieler wird in eine Gruppe aus fünf Spielern einer der Fraktionen Dire oder Radiant zugewiesen. Den „Ancient“, das Hauptgebäude der jeweiligen Fraktion, zu verteidigen und den gegnerischen zu zerstören, ist das Ziel des Spiels. Der Held skaliert im Laufe des Spieles durch zwei Größen: Gold, das durch das Zerstören von gegnerischen Gebäuden und das Töten von gegnerischen Mitspielern oder den KI-Gegnern, sog. Creeps, gewonnen wird, und Erfahrung (auch: Experience (XP)), welche durch den Tod von gegnerischen Helden bzw. Creeps und Roshan oder dem Aktivieren von Runen der Weisheit gewonnen wird. Während Erfahrung dabei für alle Spieler in einem bestimmten Umkreis gewährt wird, muss für den Erhalt von Gold durch Creeps auf diese der finale Schlag ausgeführt werden; man spricht dabei von sog. Last Hits deren Gelingen je nach Rolle der primäre Teil der frühen Spielphase (sog. Early Game) ist. Daneben erhält jeder Spieler ein geringes regelmäßiges Einkommen an Gold. Das Gold wird hauptsächlich für das Kaufen von mehr als 100 verschiedenen Gegenständen (Items) verwendet, während Erfahrung in bestimmten Abständen zu Levelaufstiegen führt, die dem Helden sowohl bessere Werte (wie Lebenspunkte/Manapunkte oder Rüstung) als auch neue Fertigkeiten (sog. Skills) verschafft. Der maximal zu erreichende Level ist 30. Ab Version 7.00 umfasst Dota 2 ein Talent-System, das es jedem Helden ermöglicht, auf den Leveln 10, 15, 20 und 25 jeweils eines von zwei individuellen Talenten zu erlernen (Die nicht gewählten Talente können in der identischen Reihenfolge auf den Leveln 27, 28, 29 und 30 erlernt werden). Diese können unter anderem Fähigkeiten und Attribute verbessern sowie das Bewegungstempo eines Helden erhöhen.
Jeder der 126 Helden im Spiel ist einem der drei Hauptattribute (Intelligenz, Agilität und Stärke) zugeordnet oder ein Universalheld. Ein Held hat in der Regel vier Fertigkeiten, davon drei normale und eine Ultimate Fertigkeit, die er zumeist auf Level 6 erlernen kann.
Die in Grundzügen punktsymmetrisch zum Mittelpunkt aufgebaute Karte ist in drei von Türmen bewachte Wege (sog. Lanes) unterteilt. Jeder Weg hat dabei zwei Türme. Die Wege verbinden die beiden Ancients miteinander und werden von den Creeps des Gegners abgelaufen. Die Ancients stehen dabei in der Basis der jeweiligen Fraktionen, die am Ende jeder Lane durch jeweils einen weiteren Turm am Eingang zur Basis stark gesichert sind. Durch Zerstören der dahinterliegenden Nahkampf- bzw. Fernkampfkaserne werden die eigenen Creeps auf diesem Weg zu sog. Super Creeps, welche stärker sind und dem Gegner weniger Gold gewähren. Sind jegliche Kasernen in einer Basis zerstört, so erscheinen fortan sog. Mega Creeps, die gegenüber Super Creeps wiederum erheblich stärker sind. Als allerletzte Instanz vor dem eigenen Ancient stehen zwei weitere Türme, die vor dem Angreifen des eigentlichen Ancients zerstört werden müssen.
Auf grundlegende Änderungen in der Spielmechanik verzichtet Valve. Verglichen mit dem Vorgänger soll vor allem der Bedienkomfort verbessert werden. Obwohl Dota 2, wie der Vorgänger, ein Mehrspielerspiel ist, ist auch ein Einzelspieler-Übungsmodus implementiert, in dem die anderen Helden vom Computer gesteuert werden.
Das Aussehen der Spieloberfläche und das der Helden lässt sich durch Skins verändern, die unter anderem durch Echtgeld erworben werden können. Zudem konnte man in früheren Spielversionen Turnier-Tickets kaufen, die es einem ermöglichten, Partien live mitzuverfolgen. Im Gegensatz zu einigen anderen Free-to-play-Modellen lassen sich bei Dota 2 keinerlei spielerische Vorteile erkaufen.

## Entwicklung
Technisch basiert das Spiel auf einer modifizierten Version der Source-Engine, die seit 1999 von Valve entwickelt wird und erstmals im 2004 erschienenen Ego-Shooter Half-Life 2 verwendet wurde.
Bereits im September 2010, vor der offiziellen Ankündigung des Spiels, hatte Valve sich die Namensrechte gesichert. Dafür wurde Valve von Blizzard-Mitarbeiter Rob Pardo kritisiert, der die Meinung vertrat, dass der Name weiterhin für die Community verfügbar sein sollte. Pardo war der Chefentwickler des Echtzeitstrategiespiels Warcraft III, auf dem das ursprüngliche Defense of the Ancients basiert.
Im Oktober 2010 wurde das Spiel von Valve offiziell für das Folgejahr angekündigt. Auf der Gamescom 2011 in Köln war bei einem Dota-2-Turnier („The International“) erstmals öffentlich eine spielbare Version zu sehen; hierbei traten 16 Teams an, bei einem Preisgeld von 1,6 Millionen US-Dollar. Das Turnier wurde weltweit in vier Sprachen ausgestrahlt. Nach der Gamescom wurde die Veröffentlichung zunächst auf das Jahr 2012 verschoben.
Nachdem seit dem 1. Juni 2012 bereits bekannt war, dass das Spiel kostenlos erhältlich sein würde, erschien es am 9. Juli 2013. Vom 3. bis 11. August 2013 fand in Seattle das dritte The-International-Turnier mit einem durch Crowdfunding erhöhten Preispool von 2.874.380 US-Dollar statt.
Dota 2 wird kontinuierlich weiterentwickelt und verbessert. Dies beinhaltet unter anderem die Einführung neuer Helden, Spiel-Modi, Verbesserungen an der Spiel-Balance sowie die Beseitigung von Spielfehlern. Im Schnitt werden jedes Jahr zwei neue Helden hinzugefügt.
Am 15. Dezember 2016 erschien die Version 7.00 mit vergleichsweise großen Änderungen, darunter einem neuen HUD, einer überarbeiteten Karte, und erstmals einem Helden, der nicht aus dem Vorgänger übernommen worden war.
Am 23. Mai 2024 erschien die Version 7.36, welche Begabungen in das Spiel einführte. Hierbei handelt es sich um Fähigkeiten, die den spielbaren Helden von Beginn an für die gesamte Partie zur Verfügung stehen.

## Rechtliches über den Namen
Nachdem im August 2010 Valves Markenrechtseintragung für DotA bekannt wurde, beantragten die ursprünglichen Dota-Entwickler Steve „Guinsoo“ Feak und Steve „Pendragon“ Mescon einen Namensschutz für die Namen Dota-Allstars, DOTA und Defense of the Ancients (9. August 2010), welcher 2011 von Blizzard Entertainment erworben wurde. Blizzard hatte an den Namensrechten großes Interesse, da auch dort an einem DotA-Nachfolger gearbeitet wurde. Am 11. Mai 2012 kamen Blizzard und Valve zu einer Übereinkunft bezüglich Dota. Blizzard akzeptierte Valves Markenrechtsanspruch, behielt dafür im Gegenzug das Recht für den nichtkommerziellen Gebrauch und somit die Möglichkeit für Dota zu werben. Blizzards geplante Eigenentwicklung musste durch die verlorenen Rechte umbenannt werden und bekam zunächst den Namen Blizzard All-Stars. Es kam am 2. Juni 2015 als Heroes of the Storm auf den Markt.

## Rezeption
Das Spiel erhielt positive Kritiken. Es hat einen Metascore von 90 basierend auf 33 Tests.

### Auszeichnungen
Dota 2 hat unter anderem folgende Auszeichnungen erhalten:
- IGN:
  - People’s Choice Award 2011[25]
  - Best PC Strategy & Tactics Game 2013[26]
  - Best PC Multiplayer Game 2013[27]
- Game Informer:
  - Best PC Exclusive 2013[28]
  - Best Competitive Multiplayer 2013[29]
  - Best Strategy 2013[30]
- PC Gamer: E-Sport of the year 2013[31]
- GameTrailers: Best PC Game 2013[32]
- onGamers: Esports Game of the Year 2013[33]

### Dokumentation
Am 19. März 2014 veröffentlichte Valve die kostenlose Dokumentation Free to Play. Der 75-minütige Film zeigt das Leben der drei professionellen Dota-2-Spieler Benedict „Hyhy“ Lim, Danil „Dendi“ Ishutin und Clinton „Fear“ Loomis und begleitet sie während des Dota-2-Turniers The International 2011. Der Fokus der Dokumentation liegt nicht auf Dota 2 oder dem Turnier, sondern auf den Spielern und den Einfluss von Dota 2 auf ihr Leben. Die Dokumentation berichtet über die Probleme und Herausforderungen des professionellen E-Sports. Das Video erreichte auf Internet Movie Database bei über 8500 User-Wertungen eine sehr hohe Durchschnittswertung von 9,0/10. Free to Play wurde unter anderem auf Steam, YouTube und iTunes veröffentlicht und erreichte allein am Debüt-Wochenende über 5,5 Millionen Aufrufe. Es stehen Untertitel in vielen Sprachen zur Verfügung.

### Erforschung Künstlicher Intelligenz (KI)
Ein Forschungsprojekt im KI-Umfeld der Organisation OpenAI hat mit OpenAI Five ein System miteinander kooperierender Algorithmen entwickelt, die in der Lage sind, bei diesem Spiel, mit gewissen Einschränkungen wie ein reduzierter Helden-Pool oder fehlende Kuriere, ein professionelles menschliches Team zu besiegen.